# Trédaniel
Trédaniel é uma comuna francesa na região administrativa da Bretanha, no departamento Côtes-d'Armor. Estende-se por uma área de 15,89 km². Em 2010 a comuna tinha 933 habitantes (densidade: 58,7 hab./km²).